# Kollegium Kalksburg

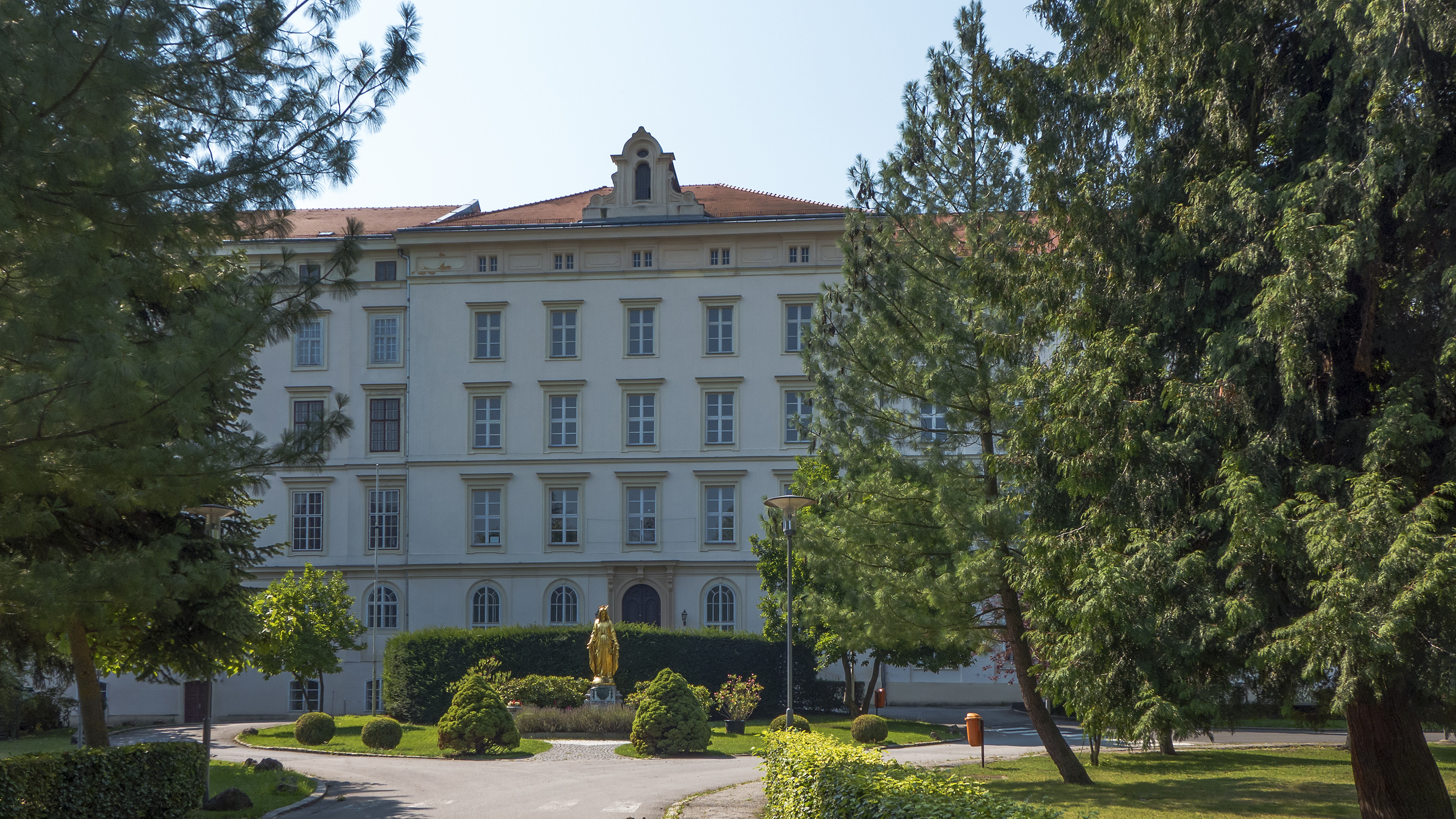
Façade du collège.

Le Kollegium Kalksburg, ou Collegium Immaculatae Virginis (collège de la Vierge immaculée) est un établissement scolaire privé d'inspiration catholique situé à Vienne (Autriche) dans l'arrondissement de Liesing.

## Histoire
Le palais « Mon Pérou » est construit au XVIIIe siècle pour la princesse Caroline de Trautson, dame d'honneur de l'impératrice Marie-Thérèse, puis il est acheté en 1791 par Franz von Mack, joaillier de la cour, qui conçoit le parc à l'anglaise alentour. Les Jésuites acquièrent le palais en 1856 d'August Godeffroy, mari de la petite-fille de Franz von Mack, avec l'aide de l'empereur François-Joseph.
Le bâtiment principal du collège est peu à peu reconstruit. La partie inférieure est consacrée le 3 octobre 1856 par le cardinal Joseph Othmar von Rauscher à l'Immaculée Conception, dont le dogme venait d'être proclamé. La première année le collège reçoit 68 garçons pour y poursuivre leurs études. En 1857, le bâtiment s'adjoint un portail et un rectorat (maison des Jésuites). En 1858-1859, le bâtiment à trois étages qui abrite le Gymnasium (internat) est construit. Les anciens ateliers sont incendiés en 1875 et le feu se répand au bâtiment principal qui est reconstruit et terminé dans le dernier quart du XIXe siècle avec le pavillon de musique et la maison des Jésuites. La première édition de la Schulzeitschrift Kalksburger Korrespondenz est publiée 1886. En 1897, l'internat reçoit le droit de faire passer les examens d'État. De 1902 jusqu'en 1931, Anton Straub y sert comme aumônier et professeur de théologie. En 1904, le R.P. Karl Maria von Andlau (1865-1935) en devient le recteur. Plus tard, il est provincial et confident de l'empereur Charles Ier d'Autriche.
Après l'Anschluss de 1938, le collège des Jésuites est dissous par le régime  national-socialiste. Jusqu'en 1945, il abrite une école de police de l'Ordnungspolizei. Après la Seconde Guerre mondiale, les troupes d'occupation s'y installent jusqu'en 1947. À l'automne de la même année, les activités scolaires reprennent et de 1948 à 1951, une partie du bâtiment du collège est encore utilisée par l'armée soviétique. En juillet 1954, ont lieu de nouveau les examens du baccalauréat (Matura en Autriche). Les premiers élèves semi-internes arrivent en 1964, l'année avec le plus faible nombre d'élèves (241) après la guerre. En 1968, le supérieur général de la Compagnie de Jésus, le T.R.P. Pedro Arrupe se rend à Kalksburg dans l'optique de le fermer, comme cela est fait la même année pour le collège jésuite Stella Matutina de Feldkirch. Mais heureusement il est sauvegardé avec des changements majeurs entrepris selon les opinions de l'époque par le recteur Rudolf Reichlin-Meldegg (lui-même ancien élève).
En 1969, Erich Schmutz est le premier laïc à prendre le poste de directeur du Gymnasium, qui était auparavant exercé uniquement par les jésuites. Avec la construction d'un nouveau gymnase, le bâtiment a été agrandi pour la première fois en 75 ans. La mixité des garçons et des filles a été introduite en 1983. En 1990, l'internat a été fermé. Pour des raisons personnelles, les jésuites ont cherché à former l'Association des écoles religieuses en Autriche. Le collège est devenu la première école dirigée par cette association de parrainage en 1993. La même année, une école élémentaire supplémentaire (Volksschule) a été créée, qui a commencé l'année scolaire 1993-1994 avec deux premières classes.

## Parc
Le parc du collège remonte au parc à l'anglaise dessiné pour Franz von Mack à la fin du XVIIIe siècle. On y trouve un pavillon circulaire appelé « le monument » construit dans le goût de Ledoux. L'obélisque avec une boule et une étoile à l'intérieur est typique de l'époque. La chapelle Saint-Michel en haut d'une colline a été terminée en 1858-1859 par la reconstruction et l'extension d'un temple de Diane bâti pour Franz von Mack. Le parc comprend aussi une pagode chinoise ainsi qu'un temple à la grecque construit pour les Grecs à l'occasion de l'exposition universelle de 1873. C'est le seul endroit où les grands internes des 7e et 8e classes avaient le droit de fumer des cigarettes. Dans l'ancien petit jardin, Mack a fait construire une maison de pierre en 1787 qui est un exemple remarquable du néo-gothique autrichien, avec une décoration intérieure exceptionnelle.

## Anciens élèves célèbres
| Nom                             | Année de baccalauréat | Carrière                                                          |
| ------------------------------- | --------------------- | ----------------------------------------------------------------- |
| Johann Christoph Allmayer-Beck  | 1936                  | Historien                                                         |
| Vilmos Apor                     |                       | Évêque de Győr, béatifié en 1997                                  |
| Johannes Attems                 | 1966                  | Banquier                                                          |
| Ladislas Batthyány-Strattmann   |                       | Médecin, béatifié en 2003                                         |
| Kurt Bergmann                   | 1955                  | Journaliste et homme politique (ÖVP)                              |
| Stefano Bernardin               | 1995                  | Acteur                                                            |
| Martin Bolldorf                 | 1966                  | Ambassadeur auprès du Saint-Siège, commandeur de l'ordre de Malte |
| Haymon Maria Buttinger          |                       | Acteur                                                            |
| Franz Fühmann                   |                       | Écrivain                                                          |
| André F. Heller                 |                       | Chansonnier, auteur et acteur                                     |
| Robert Hochner                  |                       | Journaliste et présentateur à l'ORF (Zeit im Bild 2)              |
| Wolfgang Jilly                  | 1959                  | Ambassadeur                                                       |
| Daniel Kehlmann                 | 1993                  | Écrivain                                                          |
| Johannes Kleinhappl             | 1918                  | Prêtre et théologien                                              |
| Giuseppe Koschier               |                       | Footballeur                                                       |
| Guido del Mestri                | 1930                  | Nonce apostolique                                                 |
| Karl Nehammer                   |                       | Ministre de l'Intérieur                                           |
| Theodor Piffl-Perčević          | 1930                  | Homme politique (ÖVP)                                             |
| Clemens von Pirquet             |                       | Professeur de pédiatrie                                           |
| Heribert Rahdjian               | 1956                  | Homme politique (Die Grünen)                                      |
| Erwin Rasinger                  | 1970                  | Médecin et homme politique (ÖVP)                                  |
| Alfred zu Salm-Reifferscheidt   |                       | Homme politique                                                   |
| Hannes-Jörg Schmiedmayer        | 1978                  | Physicien, prix Wittgenstein en 2006                              |
| Felix Römer                     | 1978                  | Acteur                                                            |
| Ernst Emanuel von Silva-Tarouca | 1878?                 | Dendrologue                                                       |
| Rudolf Ullik                    | 1918-1919             | Médecin et peintre                                                |
| Franz Weiser                    |                       | Théologien et écrivain                                            |